# Mormântul Fecioarei Maria

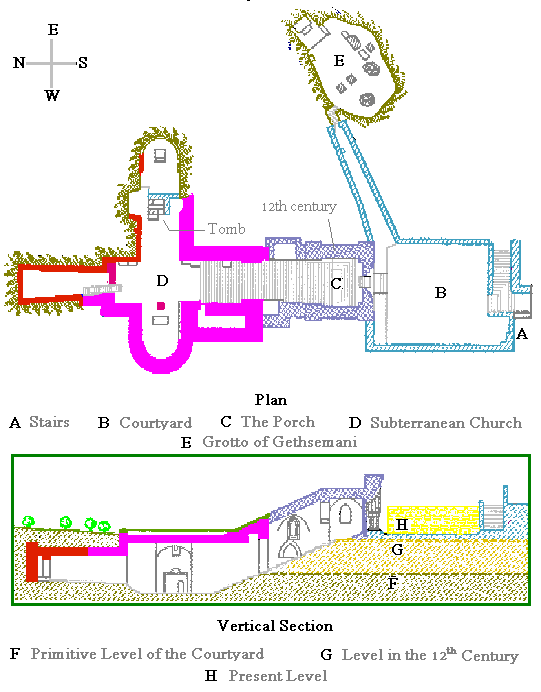
Planul și secțiunea verticală a sitului arheologic

Biserica Mormântului Sfântei Fecioare Maria, cunoscută, de asemenea, ca Mormântul Maicii Domnului (în ebraică קבר מרים), este un mormânt creștin din Valea Chedronului - la poalele Muntelui Măslinilor, în Ierusalim -, despre care creștinii răsăriteni cred că este locul de înmormântare al Fecioarei Maria, mama lui Iisus Hristos. Asupra acestui spațiu se aplică Status Quo-ul asupra locurilor sfinte, o înțelegere între comunitățile religioase, veche de 250 de ani.

## Istorie
Tradiția sacră a creștinismului răsăritean susține că Fecioara Maria a murit de moarte naturală (acest eveniment este cunoscut ca Adormirea Maicii Domnului), la fel ca orice ființă umană, că sufletul ei a fost primit de Hristos după moarte și că trupul ei a fost înviat a treia zi după adormirea ei, moment în care ea a fost ridicată cu sufletul și cu trupul la cer, în așteptarea Învierii finale. Potrivit acestei învățături, mormântul ei a fost găsit gol în a treia zi.
Învățăturile romano-catolice susțin că Fecioara Maria a fost „ridicată” la cer sub formă trupească, eveniment cunoscut ca Ridicarea la cer a Sfintei Fecioare Maria; întrebarea dacă Maria a suferit sau nu moartea fizică rămâne deschisă în teologia catolică. La 25 iunie 1997 papa Ioan Paul al II-lea a spus că Fecioara Maria a suferit moartea naturală înainte de ridicarea ei la Cer.
O relatare istorică cunoscută sub numele de Historia Euthymiaca (scrisă probabil de monahul și istoricul bizantin Chiril de Schitopolis în secolul al V-lea) menționează că împăratul Marcian și soția sa, Pulcheria, au solicitat moaștele Fecioarei Maria de la Iuvenalie, patriarhul Ierusalimului, în timp ce acesta participa la Sinodul Ecumenic de la Calcedon (451). Potrivit relatării, Iuvenalie a răspuns că, în a treia zi după înmormântarea ei, s-a descoperit că mormântul Mariei era gol, fiind găsit acolo doar giulgiul ei, care era păstrat în biserica din Grădina Ghetsimani. În anul 452 giulgiul a fost trimis la Constantinopol, unde a fost păstrat în Biserica Maicii Domnului din Vlaherne (Panagia Blacherniotissa).
Potrivit altor tradiții, Brâul Fecioarei Maria a fost lăsat în mormântul gol sau a fost aruncat de ea în timpul Ridicării la cer.

## Arheologie
În 1972, Bellarmino Bagatti, un arheolog și călugăr franciscan, a efectuat săpături în acest loc și a găsit acolo dovezi ale existenței unui cimitir vechi care datează din secolul I. Descoperirile sale nu au fost încă supuse evaluării științifice peer review de comunitatea generală a arheologilor, iar, astfel, validitatea datării sale nu a fost confirmată.
Bagatti a cercetat rămășițele descoperite și a susținut că structura inițială a cimitirului antic era formată din trei încăperi (mormântul propriu-zis fiind încăperea interioară a întregului complex), fiind analizată în conformitate cu obiceiurile din acea perioadă. Ulterior, mormântul interpretat de creștinii locali ca fiind cel al Fecioarei Maria a fost izolat de restul necropolei, prin tăierea blocului de stâncă din fața lui. Un edicul a fost construit deasupra mormântului.
O mică biserică cu un plan octogonal a fost construită de patriarhul Iuvenalie (în timpul domniei lui Marcian) deasupra mormântului în secolul al V-lea; aceasta a fost distrusă în timpul invaziei persane din 614. În cursul secolelor următoare, biserica a fost distrusă și reconstruită de mai multe ori, dar cripta a fost lăsată neatinsă, deoarece musulmanii o consideră locul de înmormântare al mamei profetului Isa (Isus). Ea a fost reconstruită apoi în 1130 de cruciați, care au amenajat acolo o mănăstire benedictină împrejmuită cu ziduri, Mănăstirea Sf. Maria din Valea lui Iosafat; biserica este uneori menționată ca Altarul Maicii Domnului din Iosafat. Complexul monahal includea coloane gotice timpurii, fresce roșii-verzi și trei turnuri cu scop de protecție. Intrarea și scara către criptă făceau parte din biserica cruciaților. Această biserică a fost distrusă de Saladin în 1187, dar cripta a continuat să fie respectată; tot ce a mai rămas a fost intrarea din partea de sud și scara, zidăria bisericii de sus fiind folosită pentru construirea zidurilor Ierusalimului. În a doua jumătate a secolului al XIV-lea, călugării franciscani au reconstruit din nou biserica. Clerul ortodox grec a încercat să ocupe mai multe locuri din Țara Sfântă, inclusiv pe acesta, în Duminica Floriilor a anului 1757 și i-a alungat pe franciscani. Otomanii au susținut acest „status quo”. Începând de atunci, mormântul Fecioarei Maria s-a aflat în custodia Bisericii Ortodoxe Grecești și a Bisericii Apostolice Armene a Ierusalimului, în timp ce grota Ghetsimani a rămas în posesia franciscanilor.

## Biserica

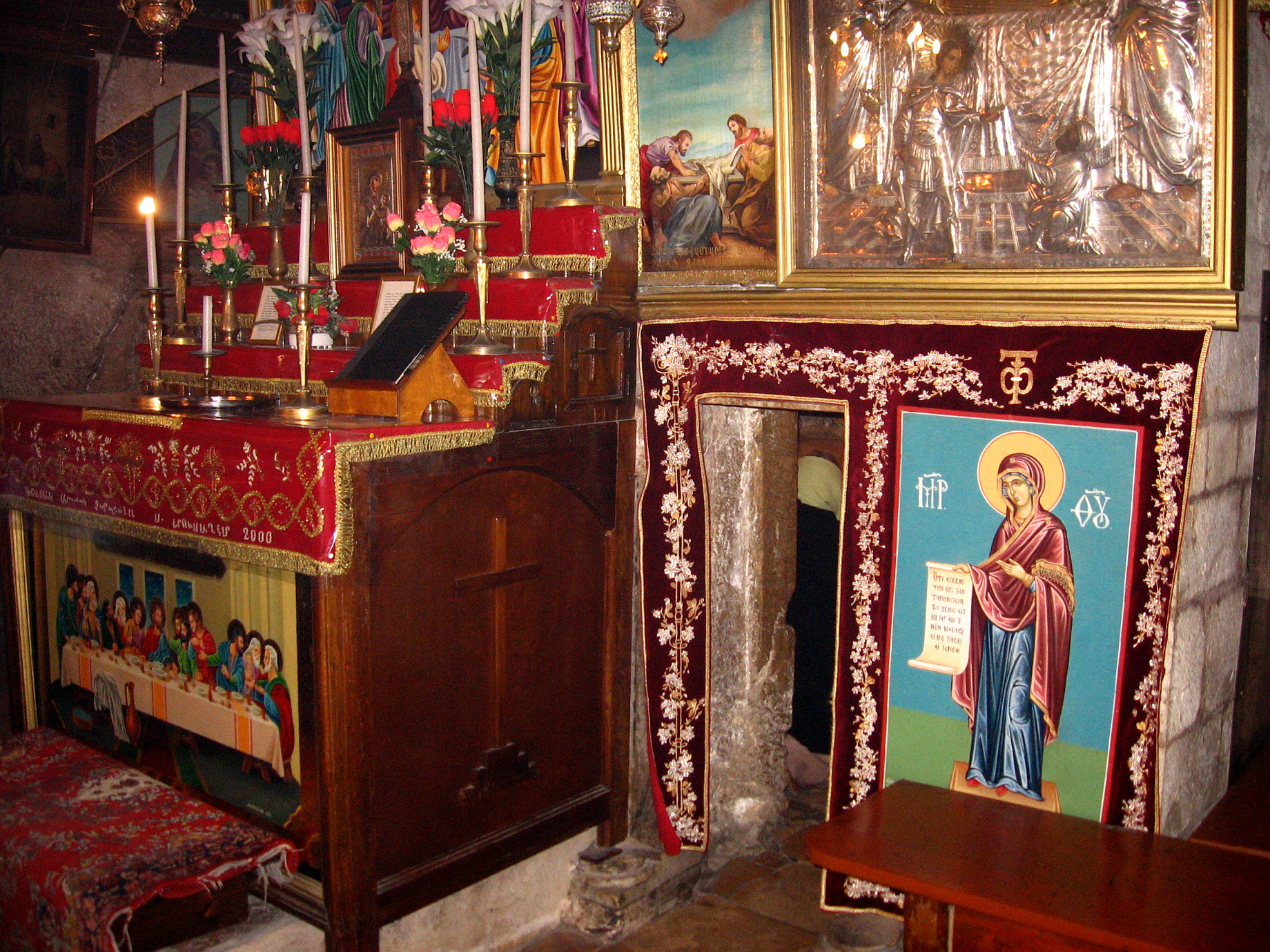
Mormântul tăiat cu stâncă al Fecioarei Maria și intrarea sa, cu partea din față acoperită cu icoane; absida estică a criptei

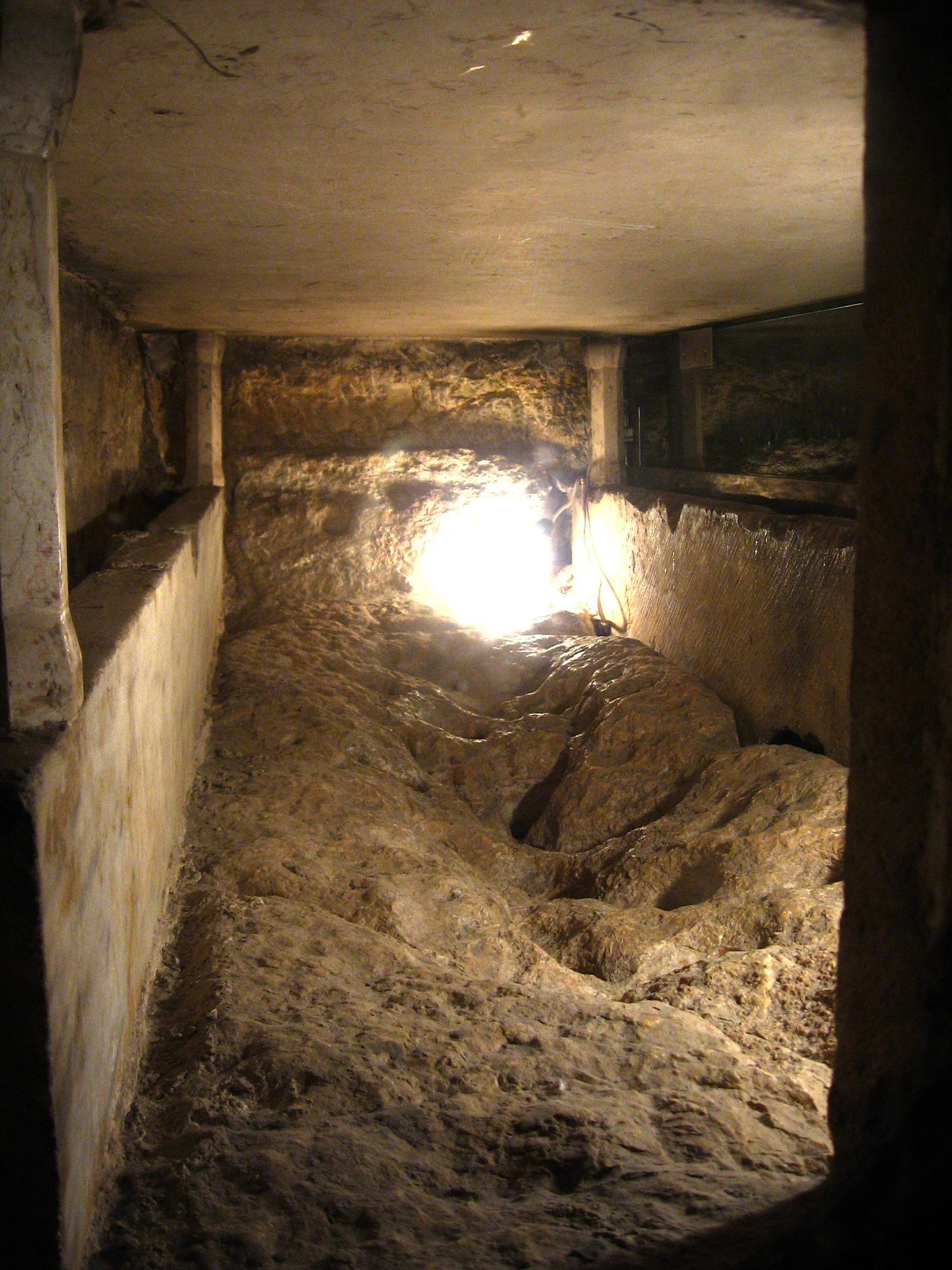
Banca de piatră pe care a fost așezat trupul Fecioarei Maria este protejată acum cu un perete de sticlă

Precedată de o curte împrejmuită cu ziduri în partea de sud, biserica cruciformă care protejează mormântul a fost săpată într-o grotă din stâncă, unde se coboară pe o scară largă din secolul al XII-lea. În partea dreaptă a scării (spre est) se află capela părinților Fecioarei Maria, Ioachim și Ana, construită inițial pentru a adăposti mormântul reginei Melisenda a Ierusalimului, fiica regelui Balduin al II-lea, al cărui sarcofag a fost îndepărtat de acolo de călugării ortodocși greci. În partea stânga a scării (spre vest) se află capela Sfântului Iosif, construită inițial ca mormânt al altor două rude feminine ale regelui Balduin al II-lea.
În partea de est a bisericii se află capela care adăpostește mormântul Fecioarei Maria. Altarele grecilor și armenilor conțin și absida estică. Nișa aflată în partea de sud a mormântului este un mihrab care indică direcția către Mecca și a fost amenajat atunci când musulmanii aveau, de asemenea, drepturi asupra bisericii. În prezent, musulmanii nu mai au drepturi de proprietate asupra acestui sit religios. În partea de vest a bisericii se află un altar siriac.
Sanctuarul se află în custodia Patriarhiei Bisericii Apostolice Armene a Ierusalimului și a Patriarhiei Ortodoxe Grecești a Ierusalimului. Comunitățile creștine siriacă, coptă și etiopiană au unele drepturi minore.

## Autenticitatea sitului
O legendă, care a fost menționată prima dată de Epifanie de Salamina în secolul al IV-lea d.Hr., pretindea că Fecioara Maria ar fi trăit ultimii ani ai vieții sale în orașul Efes (aflat astăzi în Turcia). Această pretenție a efesenilor se bazează pe prezența lui Ioan în oraș și pe instrucțiunea dată de Isus lui Ioan ca să aibă grijă de Fecioara Maria după moartea lui. Cu toate acestea, Epifanie a afirmat că, deși Biblia menționează că Ioan a plecat în misiune apostolească în Asia, nu precizează nicăieri că Fecioara Maria ar fi mers împreună cu el. Tradiția Bisericii Ortodoxe susține că Fecioara Maria a trăit la Selçuk, în vecinătatea Efesului, unde există un loc cunoscut în prezent sub numele de Casa Fecioarei Maria și venerat de catolici și musulmani, dar adaugă că ea a rămas acolo doar câțiva ani, chiar dacă există relatări că ea ar fi trăit acolo în ultimii nouă ani de viață, până la moartea ei.
Deși nu există informații despre sfârșitul vieții Fecioarei Maria sau despre înmormântarea ei în relatările Noului Testament și mulți creștini cred că nu există nicio astfel de informație în scrierile apocrife, unele texte apocrife descriu versiunea morții Mariei (sau o altă soartă finală). Cartea lui Ioan despre Adormirea Mariei, scrisă în secolul I, al III-lea, al IV-lea sau al VII-lea, plasează mormântul ei în Grădina Ghetsimani, la fel ca Tratatul cu privire la trecerea Fericitei Fecioare Maria din secolul al IV-lea.
Pelerinul Antoninus din Piacenza menționează în descrierea călătoriilor sale din perioada anilor 560-570 că în acea vale era „bazilica Fericitei Maria, despre care se spune că a fost casa ei; în interiorul ei se află un mormânt, de unde, se spune, Fericita Maria a fost ridicată la cer”. Mai târziu, Sfinții Epifanie de Salamina, Grigore de Tours, Isidor din Sevilla, Modest, Sofronie al Ierusalimului, Gherman al Constantinopolului, Andrei din Creta și Ioan Damaschinul scriu că mormântul Fecioarei Maria se află în Ierusalim și confirmă că această tradiție a fost acceptată de toate bisericile din Răsărit și din Apus.

## Alte ipoteze
Kereiții turkmeni cred, potrivit unei tradiții nestoriene, că mormântul Fecioarei Maria se află în orașul Mary din Turkmenistan, oraș numit inițial Merv.
Unele culte orientale pretind că Isus, după ce a supraviețuit crucificării, a călătorit în India împreună cu Fecioara Maria unde au rămas până la sfârșitul vieții lor. Mișcarea Ahmadiyya susține că Maria a fost înmormântată în orașul Murree (aflat azi în Pakistan) și că mormântul ei se află în prezent în sanctuarul Mai Mari da Ashtan. Aceste afirmații nu au fost promovate în mediul academic, iar autenticitatea lor nu a fost supusă niciunei cercetări scolastice sau academice și nici aprobării canonice din partea Sfântului Scaun sau a altor culte religioase.
O altă tradiție răspândită în comunitatea creștină din Ninive (nordul Irakului) susține că mormântul Mariei este situat în apropiere de Erbil, legând situl de direcția înclinării minaretului fostei Mari Moschei a lui al-Nuri din Mosul.

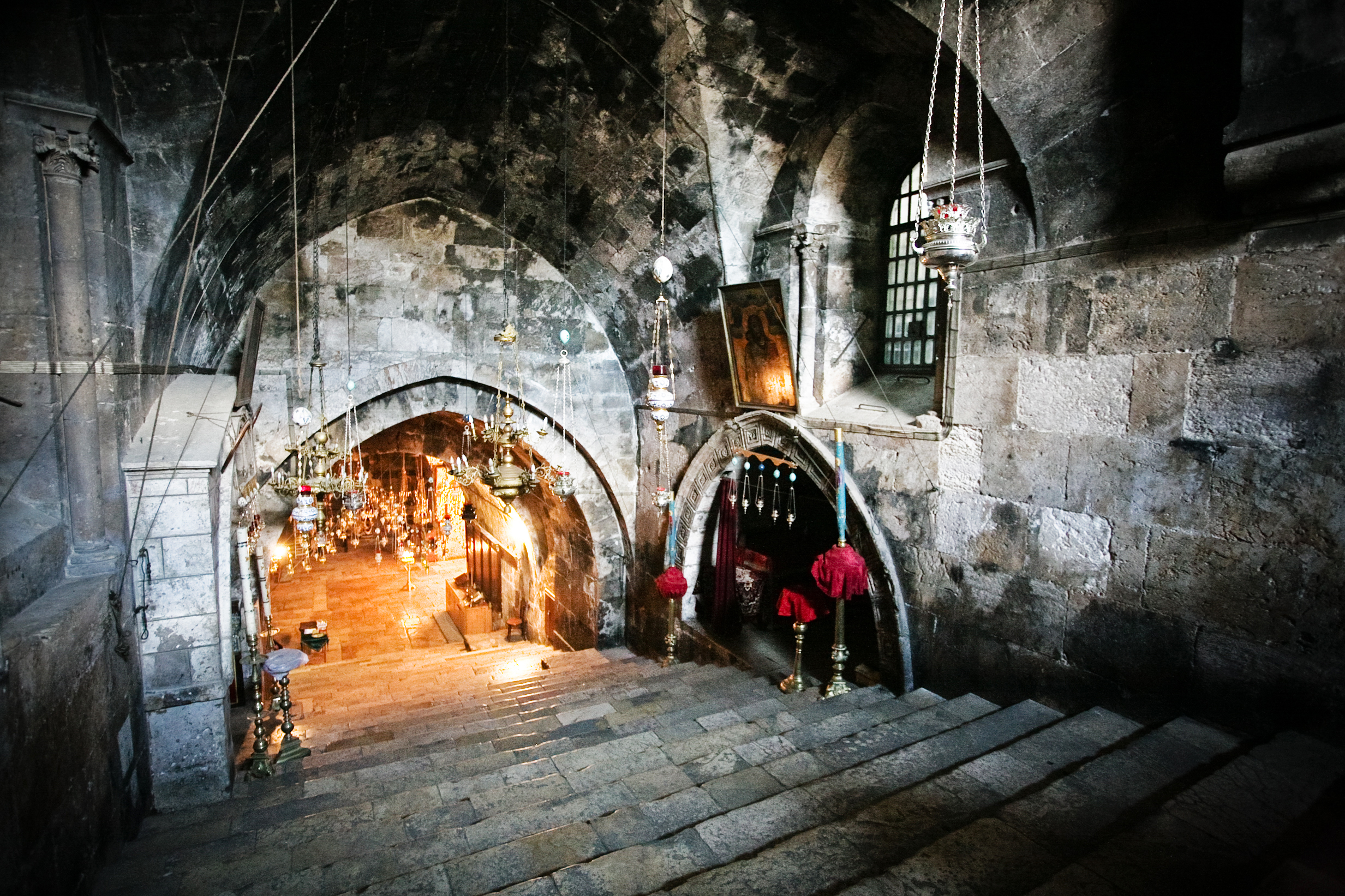
Scara cu 47 de trepte care duce de la intrare către cripta unde se află mormântul
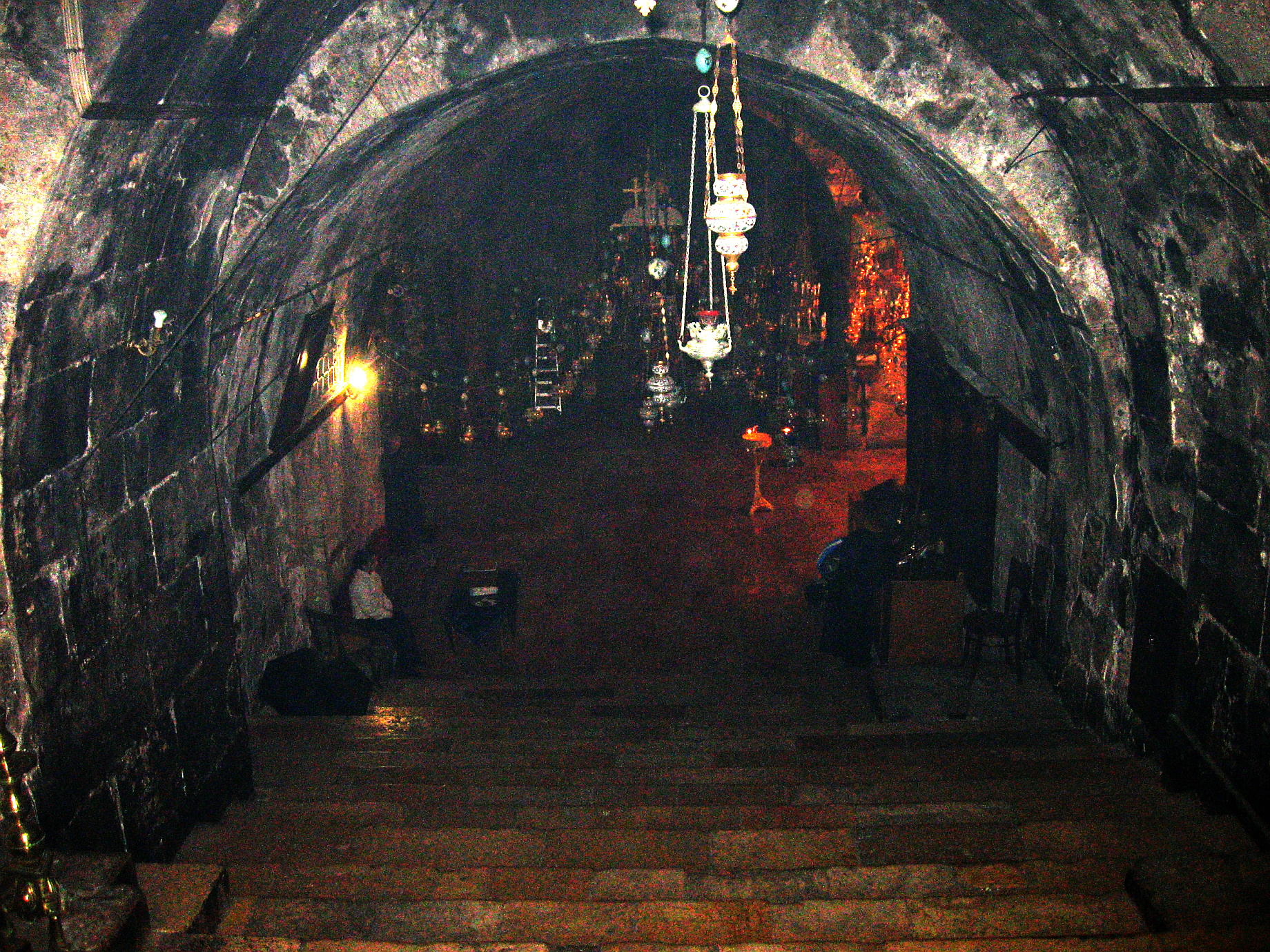
Scara de la intrare - partea inferioară
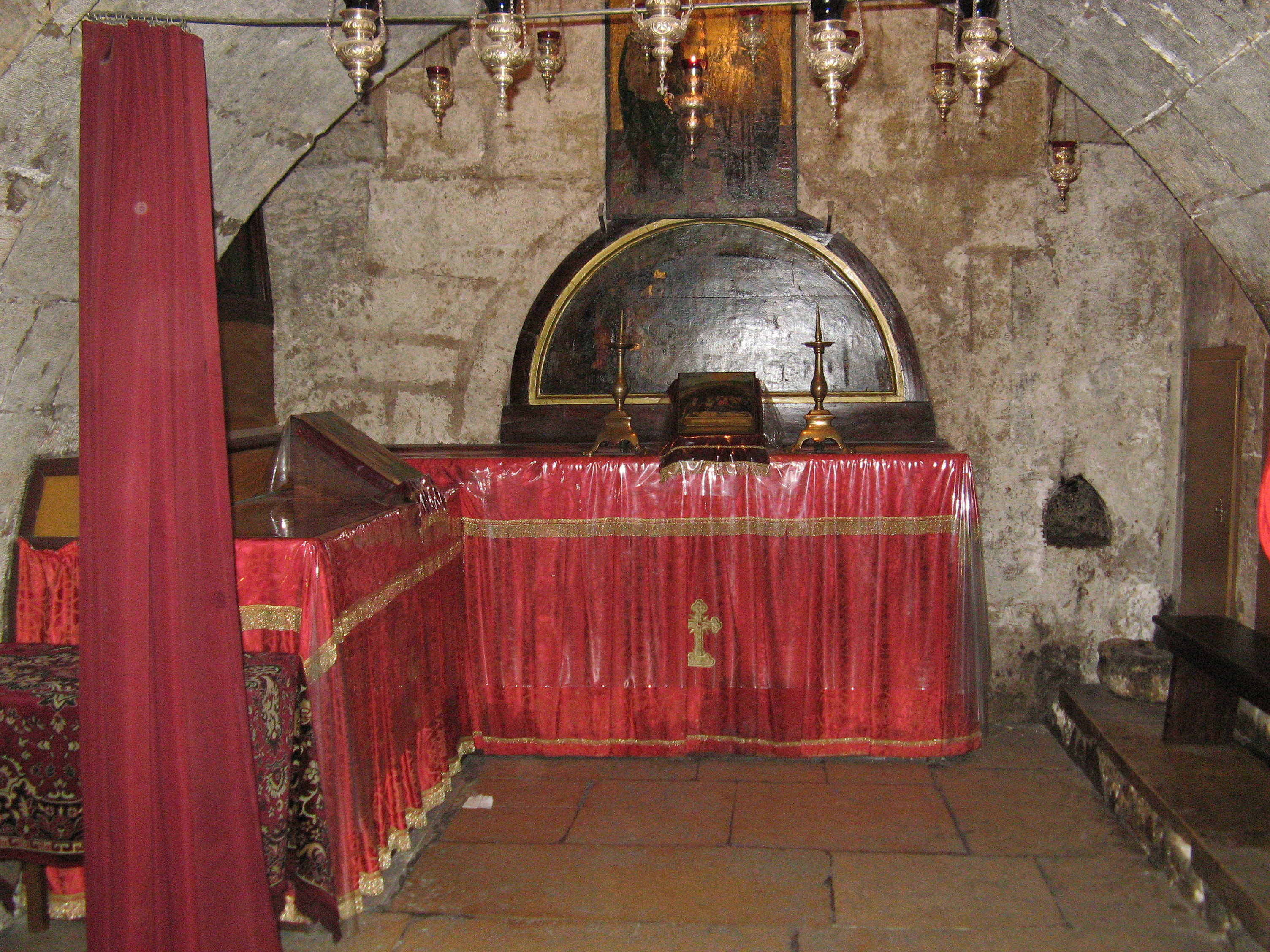
Capela „Sfinții Ioachim și Ana”, inițial mormântul reginei Melisenda a Ierusalimului
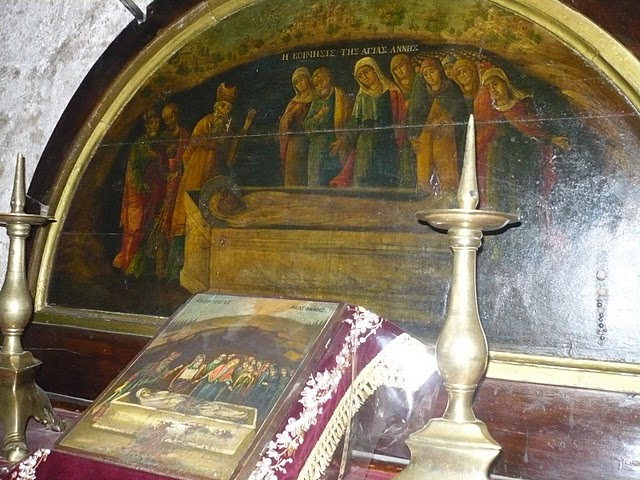
Icoane în Capela „Sfinții Ioachim și Ana”
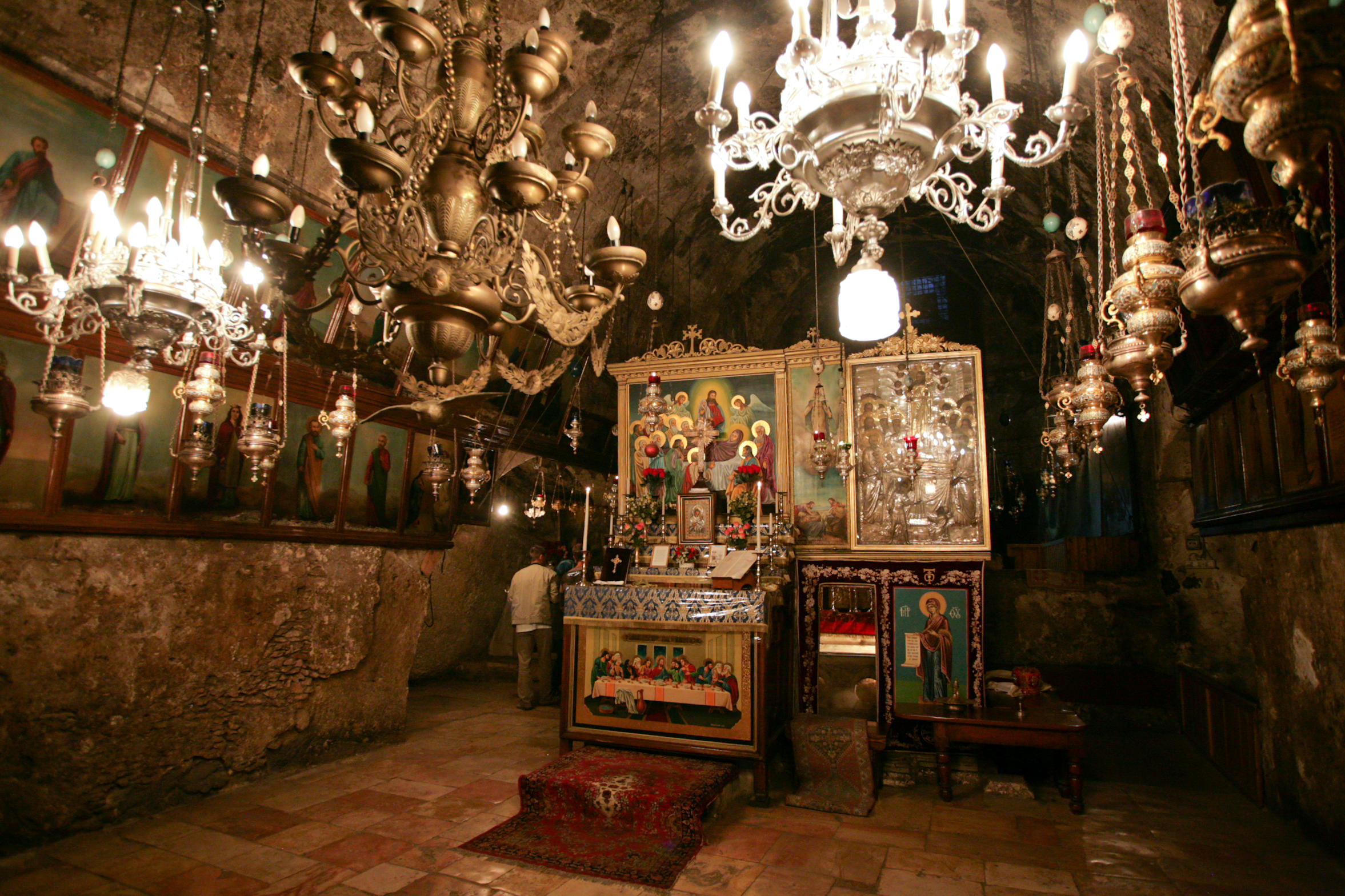
Mormântul Fecioarei Maria: fațada acoperită cu icoane și ușa de intrare
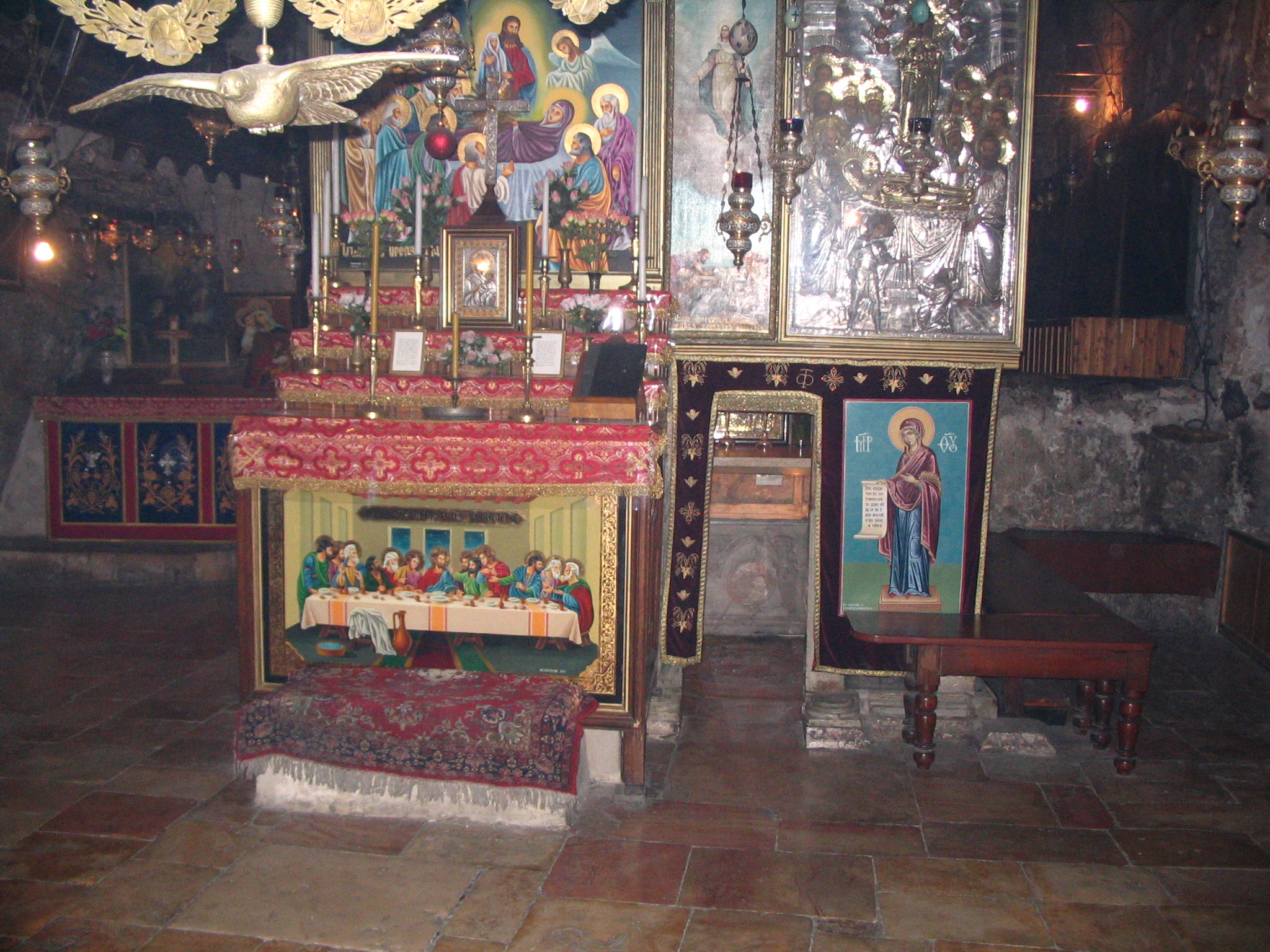
Mormântul Fecioarei Maria: fațada acoperită cu icoane și ușa de intrare
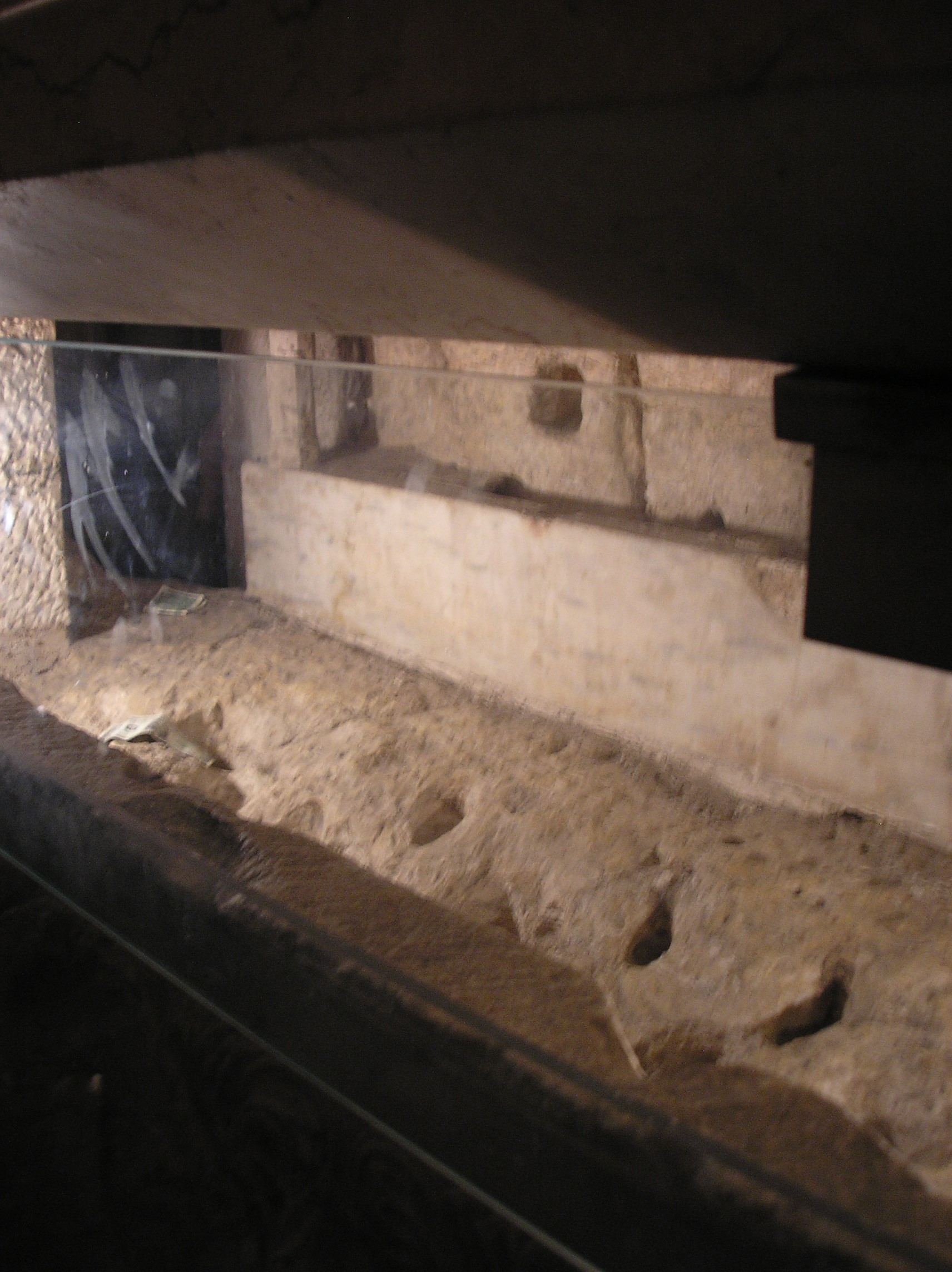
Banca de piatră pe care a fost așezat trupul Fecioarei Maria
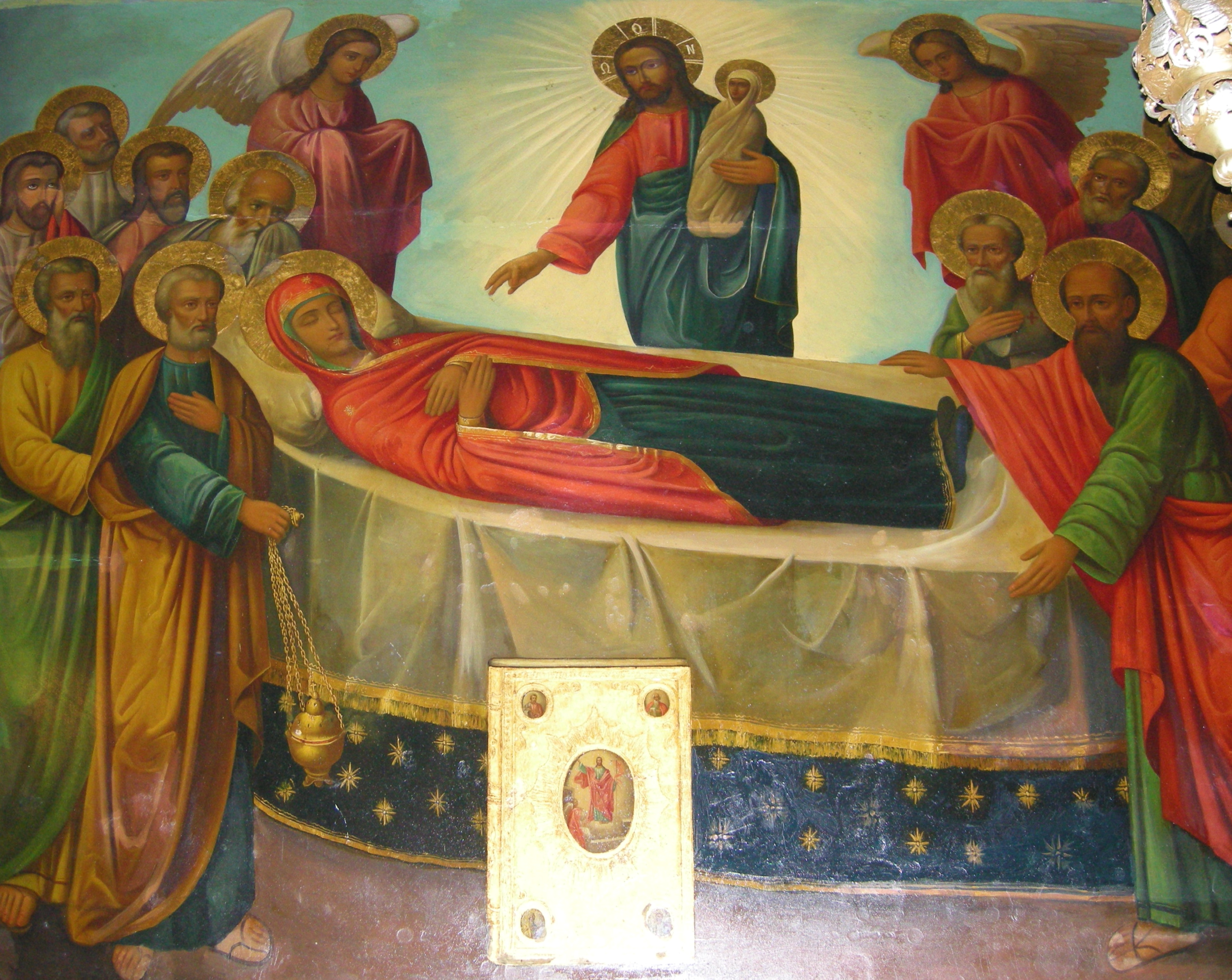
Icoana Adormirii Maicii Domnului

## Vezi și
- Adormirea Maicii Domnului

## Legături externe
- Mormântul Fecioarei Maria la Sacred Destinations oferă o descriere a interiorului și istoriei sitului.
- Mormântul Fecioarei Maria din Ierusalim Arhivat în 20 iunie 2011, la Wayback Machine. la http://allaboutjerusalem.com
- Ipoteze cu privire la Fecioara Maria (comentarii despre istoricitatea sitului arheologic) pe site-ul Catholic Answers.
- O Svetoj zemlji, Jerusalimu i Sinaju pe site-ul http://www.svetazemlja.info

Acest articol încorporează text din  Catholic Encyclopedia apărută în anul 1913, care este actualmente domeniu public. 